# Nemacanthus
Genre
Espèces de rang inférieur
- † Nemacanthus bosnensis (Katzer, 1916)
- † Nemacanthus elegans (Evans, 1904, espèce type)
- † Nemacanthus filifer Agassiz, 1843
- † Nemacanthus minor Davis, 1881
- † Nemacanthus monilifer Agassiz, 1843
- † Nemacanthus splendens Quenstedt

Synonymes
- † Desmacanthus Quenstedt, 1858

Nemacanthus est un  genre éteint de requins préhistoriques de la famille des Palaeospinacidae et de l'ordre des Synechodontiformes.
Les espèces des différents genres se retrouvent dans des terrains datant du Permien au Trias, avec une répartition mondiale.
L'espèce type N. elegans (synonyme Cosmacanthus elegans) a été découverte dans des terrains datant du Trias dans l'Idaho, aux États-Unis.